# Temporada 1990 del Campeonato Mundial de Superbikes
La Temporada 1990 del Campeonato Mundial de Superbikes fue la tercera temporada del Campeonato Mundial de Superbikes, que empezó el 18 de marzo en el Circuito de Jerez y terminó el 18 de noviembre en Manfeild Autocourse compuesto con 13 carreras.
El francés Raymond Roche y Honda se adjudicó la clasificación de escuderías.

## Calendario y resultados
| Ronda | Ronda | Gran Premio    | Fecha           | Superpole         | Vuelta Rápida     | Piloto Ganador    |
| ----- | ----- | -------------- | --------------- | ----------------- | ----------------- | ----------------- |
| 1     | R1    | Jerez          | 18 de marzo     | Raymond Roche     | Stéphane Mertens  | Raymond Roche     |
| 1     | R2    | Jerez          | 18 de marzo     | Raymond Roche     | Raymond Roche     | Raymond Roche     |
| 2     | R1    | Donington      | 16 de abril     | Giancarlo Falappa | Rob Phillis       | Fred Merkel       |
| 2     | R2    | Donington      | 16 de abril     | Giancarlo Falappa | Raymond Roche     | Giancarlo Falappa |
| 3     | R1    | Hungaroring    | 30 de abril     | Malcolm Campbell  | Raymond Roche     | Fred Merkel       |
| 3     | R2    | Hungaroring    | 30 de abril     | Malcolm Campbell  | Fred Merkel       | Raymond Roche     |
| 4     | R1    | Hockenheim     | 6 de mayo       | Raymond Roche     | Fred Merkel       | Fred Merkel       |
| 4     | R2    | Hockenheim     | 6 de mayo       | Raymond Roche     | Raymond Roche     | Stéphane Mertens  |
| 5     | R1    | Mosport        | 3 de junio      | Giancarlo Falappa | Raymond Roche     | Raymond Roche     |
| 5     | R2    | Mosport        | 3 de junio      | Giancarlo Falappa | Jamie James       | Raymond Roche     |
| 6     | R1    | Brainerd       | 10 de junio     | Doug Chandler     | Doug Chandler     | Stéphane Mertens  |
| 6     | R2    | Brainerd       | 10 de junio     | Doug Chandler     | Fabrizio Pirovano | Doug Chandler     |
| 7     | R1    | Österreichring | 1 de julio      | Stéphane Mertens  | Rob McElnea       | Fabrizio Pirovano |
| 7     | R2    | Österreichring | 1 de julio      | Stéphane Mertens  | Stéphane Mertens  | Stéphane Mertens  |
| 8     | R1    | Sugo           | 26 de agosto    | Raymond Roche     | Raymond Roche     | Raymond Roche     |
| 8     | R2    | Sugo           | 26 de agosto    | Raymond Roche     | Peter Goddard     | Doug Chandler     |
| 9     | R1    | Le Mans        | 9 de septiembre | Baldassarre Monti | Raymond Roche     | Raymond Roche     |
| 9     | R2    | Le Mans        | 9 de septiembre | Baldassarre Monti | Jamie James       | Raymond Roche     |
| 10    | R1    | Monza          | 7 de octubre    | Baldassarre Monti | Rob Phillis       | Fabrizio Pirovano |
| 10    | R2    | Monza          | 7 de octubre    | Baldassarre Monti | Rob Phillis       | Fabrizio Pirovano |
| 11    | R1    | Shah Alam      | 4 de noviembre  | Rob Phillis       | Fabrizio Pirovano | Fabrizio Pirovano |
| 11    | R2    | Shah Alam      | 4 de noviembre  | Rob Phillis       | Raymond Roche     | Fabrizio Pirovano |
| 12    | R1    | Phillip Island | 11 de noviembre | Peter Goddard     | Fabrizio Pirovano | Peter Goddard     |
| 12    | R2    | Phillip Island | 11 de noviembre | Peter Goddard     | Malcolm Campbell  | Rob Phillis       |
| 13    | R1    | Manfeild       | 18 de noviembre | Rob Phillis       | Brian Morrison    | Terry Rymer       |
| 13    | R2    | Manfeild       | 18 de noviembre | Rob Phillis       | Raymond Roche     | Rob Phillis       |